# Argentyna na Letnich Igrzyskach Olimpijskich 1972
Argentynę na XX Letnich Igrzyskach Olimpijskich w Monachium reprezentowało 62 sportowców w 12 dyscyplinach. Był to 14 start Argentyńczyków na letnich igrzyskach olimpijskich.

## Zdobyte medale
| Medal  | Zawodnik        | Dyscyplina sportowa | Konkurencja      |
| ------ | --------------- | ------------------- | ---------------- |
| Srebro | Alberto Demiddi | Wioślarstwo         | jedynka mężczyzn |